# Yukio Kotani
Yukio Kotani (japanisch 小谷 幸雄, Kotani Yukio; * 18. November 1931) ist japanischer emeritierter Professor für vergleichende Literaturwissenschaften an der Risshō-Universität in Tokio, literarischer Übersetzer und Lyriker.

## Leben und Wirken
Kotani absolvierte in Tokio ein Universitätsstudium der Literaturwissenschaften sowie der deutschen und französischen Sprache. Er schloss seine Studien mit einer Untersuchung des Einflusses von Johann Wolfgang von Goethe auf das Werk von André Gide ab. Neben der universitären Ausbildung gehörte er zum Schülerkreis des buddhistischen Gelehrten Hanjirō Tominaga (1883–1965), der sich dem akademischen Lehrbetrieb verweigerte und in einem Tempel private Vorlesungen hielt. Er versuchte ausgehend vom Denken Nichirens einen interkulturellen Brückenschlag, denn die „seelische Verfassung des alten Goethe betrachtet nun Tominaga Hanjiro als verwandt mit dem tiefsten Grund der Erkenntnis Buddhas.“ Kotanis literarisches und wissenschaftliches Werk blieb stark vom Denken Tominagas geprägt.
Studien- und Forschungsaufenthalte führten Kotani nach Frankreich und Deutschland. In den 1970er Jahren arbeitete er am Klages-Archiv des Deutschen Literaturarchivs in Marbach am Neckar. In Deutschland setzte sich Kotani besonders mit der Dichtung Johann Wolfgang von Goethes, der Philosophie von Ludwig Klages und den Ideen Hans Prinzhorns auseinander.
Kotani legte in Japan zahlreiche wissenschaftliche und literarische Arbeiten vor. Darüber hinaus übersetzte er Werke von André Gide und Ludwig Klages in die japanische Sprache. Neben den Büchern und Artikeln, die er auf Japanisch verfasste, veröffentlichte er viele Aufsätze in deutscher, französischer und englischer Sprache, die sich kulturellen Vergleichen, Fragen der Lebensphilosophie und Problemen der Dichtung, insbesondere des Haiku, widmen.
Er pflegte unter anderen literarische Freundschaften mit Ingeborg Drewitz, Imma von Bodmershof und Carl Heinz Kurz. Kotani bemüht sich auch, europäische Lyriker in Japan bekannt zu machen. So ist Kotani der Übersetzer von Ilse Pracht-Fitzell. Viele seiner Arbeiten sollen für ein tieferes Verständnis der japanischen Dichter Matsuo Bashō und Takarai Kikaku in Europa werben.
Kotani lebt in Sagamihara.

## Standpunkte
Kotani kritisiert die einseitige Kenntnisnahme des Zen-Buddhismus außerhalb Japans: „Vom Zen-Buddhismus, der sich mit asketischer Übung vermöge des Willens befaßt, macht man sich gern ein idealisiertes Bild; er ist aber ein ‚dürrer Baum und kalter Fels’, wie man ihn häufig bezeichnet.“ Stattdessen verweist er auf buddhistische Meister wie Nichiren (1222–1282), welche die Bedeutung von Welt und Gesellschaft betonen, und unternimmt eine Deutung des Buddhismus im Licht der Lebensphilosophie nach Henri Bergson und Ludwig Klages. Reinhard Falter zufolge stellt die Interpretation Kotanis in Frage, „ob der Nirwana Gedanke (sic) des Buddha nicht durch seine Schüler missverstanden sei. Vielmehr könnte ursprünglich ein Mitschwingen mit der ununterbrochenen Lebenswelle gerade nicht als Erlösung, sondern als Einverstandensein mit dem Kreislauf von Leben und Tod gemeint sein.“
Beeinflusst von Hanjirō Tominaga vertritt Kotani die Haltung, dass es für die Gewinnung eines interkulturellen Verständnisses sinnvoll sein kann, über die Erforschung von Rezeptionsphänomenen hinaus auch solche Gegebenheiten oder Personen zu vergleichen, die in keinem direkten historischen oder inhaltlichen Zusammenhang stehen. Zum Beispiel setzte er Goethe und den Buddha Siddhartha Gautama sowie Alphonse Daudet und Mori Ōgai zueinander in Beziehung.

## Werke
- Bashô, Goethe und das symbolische Denken. In: Volker Zotz (Hrsg.): Schnittstellen. Buddhistische Begegnungen mit Schamanismus und westlicher Kultur. Festschrift für Armin Gottmann zum 70. Geburtstag. Luxemburg: Kairos Edition 2013, ISBN 978-2-919771-04-2, S. 105–120
- Die Symbolik des Mondes in der japanischen Dichtung. In: Franz Tenigl (Hrsg.): Märchen, Mythen und Symbole. Bonn 1985, ISBN 3-416-01875-3
- „Gegen Nirwana und Zivilisation. Ludwig Klages im gegenwärtigen Japan.“ Hestia. Jahrbuch der Klages Gesellschaft 1994/95. Bonn 1995
- „Wandlungen des Erwachenden - Die Reise durch Tod und Neugeburt.“ In: Ursache & Wirkung, Nr. 27, 1999